# Lydia Kúper de Velasco
Lydia Kúper de Velasco (Lodz, 21 de agosto de 1914 - Madrid, 8 de febrero de 2011) fue una traductora hispano-polaca de origen ruso. Formó parte del Grupo de Moscú, que integraron Arnaldo Azzati, Isabel Vicente, José Laín Entralgo o Augusto Vidal, y que se encargó de traducir las grandes obras de la literatura universal rusa. Entre otros autores tradujo obras de León Tolstói, Fiódor Dostoyevski, Iván Goncharov, Antón Makárenko, Vladímir Makanin, Borís Pasternak, Aleksandr Pushkin o Ósip Mandelshtam.

## Trayectoria
Lydia Fridman nació en Lodz (Polonia) en 1911, en el seno de una familia de origen judío, cuando la ciudad formaba parte del Imperio ruso. Tras la muerte de su padre Abraham Fridman (n. 1880), la familia se trasladó a Odesa con unos parientes. En 1920, al iniciarse la guerra civil rusa emigraron a la ciudad de Vigo, donde vivía un pariente dentista y en la que Lydia pasó su infancia. Más tarde se trasladaría a Madrid para estudiar Filosofía y Letras. 
En marzo de 1930, Lydia Fridman Kúper ingresó como socia nº 15352 en el Ateneo Científico, Literario y Artístico de Madrid. 
En la revista Cronica de 15 de junio de 1930, hace un reportaje de los periódicos que redactan, empaquetan y vocean los estudiantes universitarios. Entre ellos Rebelión, semanario batallador en el que participa Lydia Fridman, Elena García Morales (socia nº 15353 del Ateneo Madrid), Eloísa Malesechevarría (militante del PSUC), Encarnación Fuyola (militante comunista y socia nº 11336 del Ateneo de Madrid), Marichu Flórez, Juan Gascón…, entre otros. 
Lydia Fridman aparece en el periódico La Voz de 19 de noviembre de 1930 como firmante de un manifiesto de Protesta de la Federación Universitaria Hispanoamericana (F.U.H.A) por los atropellos de la dictadura machadista en Cuba. 
Con 21 años, Lydia conoció en Madrid a Gabriel León Trilla, uno de los pioneros del comunismo en España y fundador del PCE en 1920. Trilla era natural de Valladolid pero se trasladó a Madrid para estudiar Filosofía y Letras. En el Ateneo de Madrid conoció a Lydia de la cual se enamoró y ambos se casaron. En 1932, tras unas desavenencias con el partido comunista Trilla fue expulsado del PCE e ingresó en el PSOE, al mismo tiempo trabajó como maestro de francés. 
Licenciada en Filosofía y Letras, Lydia fue profesora de Historia en el Instituto Velázquez de Madrid.

## Guerra civil
El inicio de la guerra civil española deterioró la vida matrimonial de la pareja, tomando caminos diferentes. Lydia interrumpió su carrera docente y, gracias al dominio del idioma ruso, comenzó a prestar servicios en calidad de traductora e intérprete en el Estado Mayor de la República y para la numerosa delegación de asesores militares soviéticos. Por otro lado, Trilla fue readmitido en el PCE y marchó como comisario político del Ejército Popular de la República, además de dirigir la revista Nuestra Bandera. 
En 1939, antes de finalizar la Guerra civil española, Lydia abandona el país en uno de los últimos aviones que salieron de España, junto a un selecto grupo de militares y consejeros soviéticos. La avioneta tuvo que hacer un aterrizaje de emergencia en Argelia en la que Lydia se rompió un brazo.
Lydia estuvo retenida en Orán hasta que obtuvo un permiso para viajar a Marsella y luego se trasladó a París. Allí se reunió con un nutrido contingente de exiliados españoles para partir a hacía Moscú, donde permaneció varios años.
Por su parte, Gabriel Trilla se exilió a Francia, donde ayudó a reorganizar el PCE. Algunos compañeros lo acusaron de traicionar al partido, por lo que fue asesinado por los suyos en septiembre de 1945. Algunos de los familiares de Lydia que permanecieron en España fueron represaliados por su fidelidad a la República, entre ellas su madre, Elisa Kúper (n. 1888).

## Exilio en la Unión Soviética
Durante su exilio en la URSS, Lydia trabajó como traductora e intérprete para el PCE. También trabajó de traductora en Planérnaya, Púshkino y en varias editoriales. Posteriormente trabajó para el estado soviético como traductora en el servicio de Ediciones en Lenguas Extranjeras. 
En la URSS, Lydia se casó con el refugiado español Leoncio Velasco Hernández. A partir de esta fecha, en sus traducciones firmará como Lydia Kúper de Velasco, desapareciendo el apellido Fridman. Leoncio había nacido en Redueña (Madrid) en 1916. Él era un piloto republicano de profesión electricista. De aquella relación nació Luciano. 
Desde la URSS, Lydia traducirá a los grandes autores de la literatura rusa como León Tolstói, Fiódor Dostoievski, Iván Goncharov, Antón Makárenko, Vladímir Makanin, Borís Pasternak, Aleksandr Pushkin, Nadezhda Mandelshtam, Tatiana Tolstaya, Mijaíl Lérmontov, Robert Vipper, Ilyá Maizelis, Borís Grékov, Vladilén Mashkóvtsev o Aleksandr Luria. En esta línea, Lydia formó parte del selecto ‘Grupo de Moscú’ formado por intelectuales que realizaron traducciones al español de los clásicos de la literatura rusa, y que se publicaron en España en torno a los años 50 y 60 del siglo XX.

## Regreso a España
Lydia y Luciano regresaron a España en 1957 a través de un acuerdo entre la Cruz Roja y el régimen franquista. Luciano falleció al poco tiempo en Madrid. En España, Lydia continuó su profesión de traductora prestando servicios en varias editoriales. 
Por encargo del prestigioso editor Mario Muchnik, entre mayo de 1999 y agosto de 2003, Lydia se dedicó a traducir Guerra y Paz uno de los clásicos de la literatura Universal y considerada como la obra cumbre de León Tolstói. Su brillante traducción fiel al original, transmitiendo hasta el más mínimo detalle del genial escritor ruso, está considerada como la mejor traducción del ruso al español. 
Lydia falleció en Madrid, el 8 de febrero de 2011, a los 99 años de edad.

## Guerra y Paz
Posiblemente su traducción más célebre sea la de Guerra y Paz de León Tolstói. Kúper trabajó en ella durante cinco años después de encontrar en la traducción española vigente en ese momento realizada por José Laín Entralgo y Francisco José Alcántara (en la que se basa su propia versión) numerosos errores y omisiones.
Esta traducción, publicada por el editor Mario Muchnik, ha venido siempre acompañada de la polémica, ya que hay quien afirma que no se trata de una nueva traducción, sino de una corrección y revisión de la canónica de Laín Entralgo y Alcántara. Esta opinión la comparte Ricard San Vicente, traductor y profesor de literatura rusa de la Universidad de Barcelona, que en un artículo publicado en La Vanguardia en el año 2003 afirmó: "En vez de hacerse del ruso desde cero, se ha hecho con parches, hazañas y arreglos en los que destaca el ego del editor".